# Ansonia rubigina
Ansonia rubigina är en groddjursart som beskrevs av Pillai och Pattabiraman 1981. Ansonia rubigina ingår i släktet Ansonia och familjen paddor. Inga underarter finns listade i Catalogue of Life.